# Akissforjersey
Akissforjersey é uma banda Cristã de post-hardcore norte-americana, formada em 2004 em Pilot Mountain, Carolina do Norte.

## Membros[2]
Integrantes
- Zach Dawson — vocal
- Wesley Hill — guitarra
- Cory Wood — guitarra, vocal
- Tyler Lucas — baixo, vocal
- Joey Allen — bateria

Ex-integrantes
- Matt Bean — guitarra rítmica

## Discografia[2]
- New Bodies (2014)
- Victims (2008)
- Keep Your Head Above the Water (2008) (reedição - Digital)
- Keep Your Head Above the Water (2006)